# St. Alban-Tor

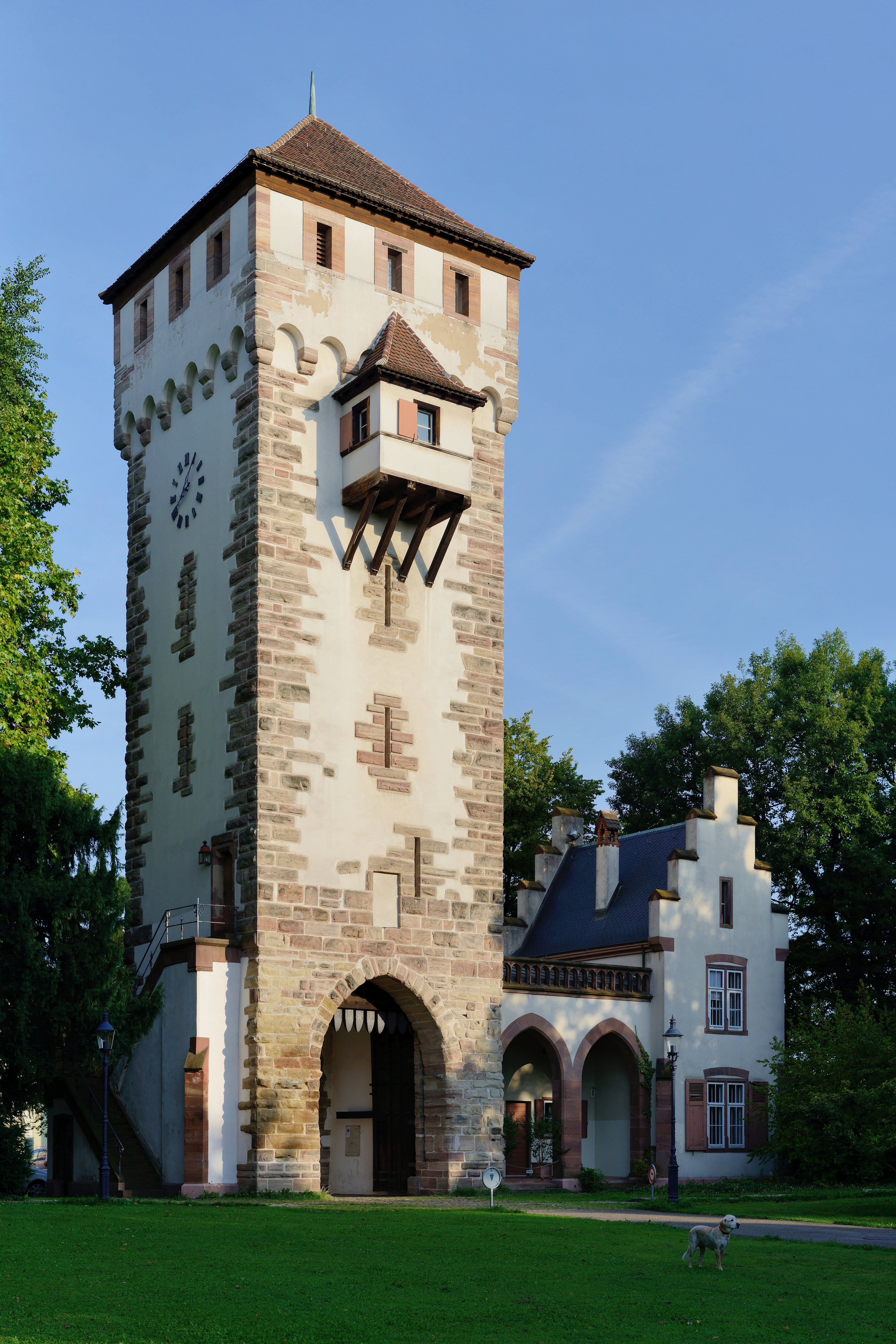
St. Alban-Tor, 2014

Das St. Alban-Tor (baseldeutsch Dalbedoor [ˈdalːbəˌdɔːʁ]) ist ein ehemaliges Stadttor der Schweizer Stadt Basel und früherer Bestandteil der Basler Stadtmauer. Es ist eines der drei Stadttore, welche heute noch existieren, und steht unter Denkmalschutz.
Das St. Alban-Tor wurde erstmals 1230 geschichtlich erwähnt. Beim Basler Erdbeben von 1356 wurde die Anlage teilweise zerstört, wurde aber ab 1362 wieder aufgebaut. 1374, im Jahr der Fertigstellung, wird es in einer Wachtordnung wieder explizit erwähnt, jedoch nicht als Stadttor, sondern als Turm, den die Anwohner zu bewachen hätten. Erst 1387 ist in einem Waffeninventar vom «sant Albansthor» die Rede.

## Ursprüngliches Aussehen
Untersuchungen ergaben, dass das erste Geschoss über dem Tordurchgang bereits in den 1360er Jahren entstanden sein könnte. Das Bauwerk war zunächst ein freistehender Turm, welcher später durch seitliche Anbauten mit der Stadtmauer verbunden wurde. Dass der Turm zunächst keine Torfunktion hatte, ist wohl darauf zurückzuführen, dass er nicht in die Linie der Stadtmauer eingefügt wurde, sondern etwas hinter ihr zurückstand.
Es ist anzunehmen, dass der Turm des St. Alban-Tores ursprünglich eine holzverkleidete und überdachte Wehrplatte hatte. Später wurde die Turmkrone durch den Ersatz der Wehrplatte mit einem Pultdach im Innern verändert. Der Turm erhielt nach 1647 ein flaches Pyramidendach; so erhielt der Torturm einen Dachstock, weshalb man die Zinnen der Krone zu schmalen Scharten umbaute. 1473 wurde am Turm in den Stadtmauergraben hinein ein Vorwerk mit Zugbrücke errichtet.

## Neugestaltung
Die Neugestaltung des Tores (1871–1873) dank der «Freunde des St.-Alban-Tores» verhinderte zwar den Abriss (im Gegensatz zu anderen Stadttoren), brachte jedoch Veränderungen mit sich, welche den Bau in seinem Charakter beeinträchtigten. Das Bodenniveau der Umgebung war abgesenkt worden, wodurch die Toröffnung und der Turm höher erschienen. Auf die Turmkrone war ein unpassendes und hohes Dach mit Fensterchen nach allen vier Seiten aufgesetzt worden. Der Wehrerker am Turm wurde entfernt, dafür versah man den zweiten Stock auf der dem früheren Feld zugewandten Seite mit einem kleinen Zierbalkon. Auf allen vier Seiten des Turmes waren grosse Zifferblätter eingebaut worden, weshalb auf der Stadtseite im vierten Stock die Fenster vermauert werden mussten. Holztore wie Rammpfähle verschwanden. An der Nordseite wurde im Stil der Neogotik ein Polizeiposten angebaut.

## Restaurierung
Dank der Unterstützung durch die Christoph-Merian-Stiftung und den Bund konnte 1975 das St. Alban-Tor weitgehend authentisch restauriert werden. Es erhielt wieder ein flaches Pyramidendach und der kleine Balkon auf der Feldseite wurde entfernt; zwei Stockwerke höher rekonstruierte man den einst aus der Pechnase hervorgegangenen Erker.
Zugleich mit Holztor und Rammpfählen wurden im zweiten Obergeschoss die Zug- und Aufhängevorrichtung der Rammpfahlanlage aus dem späten 16. Jahrhundert wieder nachgebaut. Die riesigen Zifferblätter am Turm wurden entfernt und durch dezentere Zifferkränze an drei Seiten ersetzt; auf der Feldseite wurde an der entsprechenden Stelle wieder der Pechnasen-Erker errichtet. Dadurch konnten auch die beiden vermauerten stadtseitigen Fenster wieder geöffnet werden. Der ehemalige Polizeiposten und der Treppenaufgang wurden als attraktive Ergänzungen in einem Baustil ihrer Zeit beibehalten. Eigentümer des St. Alban-Tores ist die Einwohnergemeinde Basel-Stadt.